# Dalteparin
Dalteparin ist ein niedermolekulares Heparin (NMH). Es wird unter dem Namen Fragmin für die Injektion vermarktet. Wie andere niedermolekulare Heparine wird Dalteparin (in Form des Natriumsalzes Dalteparin-Natrium) zur Prophylaxe oder Behandlung von Venenthrombosen und Lungenembolien eingesetzt, um das Risiko eines Schlaganfalls oder Herzinfarkts zu verringern. Dalteparin wirkt durch Verstärkung der Aktivität von Antithrombin III und hemmt sowohl die Bildung von Faktor Xa als auch von Thrombin. Es wird normalerweise durch subkutane Selbstinjektion verabreicht.

## Eigenschaften
Dalteparin-Natrium wird durch Depolymerisation von aus  Darmschleimhaut von Schweinen  gewonnenem Heparin durch Einwirkung von salpetriger Säure erhalten. Die meisten Komponenten besitzen eine 2-O-Sulfo-α-L-idopyranosuronsäure-Struktur am nichtreduzierenden Kettenende und eine 2,5-Anhydro-6-O-sulfo-D-mannitol-Struktur am reduzierenden Kettenende. Die durchschnittliche molare Masse beträgt ca. 6000 Dalton (5600 – 6400 Dalton). Der Sulfatierungsgrad beträgt 2,0 bis 2,5 pro Disaccharid-Einheit.

## Studien
Die 2003 veröffentlichte CLOT-Studie zeigte, dass Dalteparin bei Krebs-Patienten mit einer akuten venösen Thromboembolie (VTE) wirksamer als Warfarin das Risiko wiederkehrender embolischer Ereignisse reduzierte. Dalteparin ist unfraktioniertem Heparin in der Verhinderung von Blutgerinnseln nicht überlegen.
NMH mit niedriger mittlerer Molmasse werden hauptsächlich über die Nieren eliminiert, bei solchen mit höherer mittlerer Molmasse kommen zudem auch andere Mechanismen zum Tragen. Basierend auf Tierversuchen werden etwa 70 % des Dalteparins über die Nieren ausgeschieden. Studien haben gezeigt, dass sich Dalteparin bei eingeschränkter Nierenfunktion nicht anreichert.
Im Mai 2019 hat die US-amerikanische Food and Drug Administration (FDA) die Injektion von Fragmin zur Verringerung des Wiederauftretens einer symptomatischen venösen Thromboembolie bei Kindern im Alter ab einem Monat zugelassen.